# Poche (football américain)

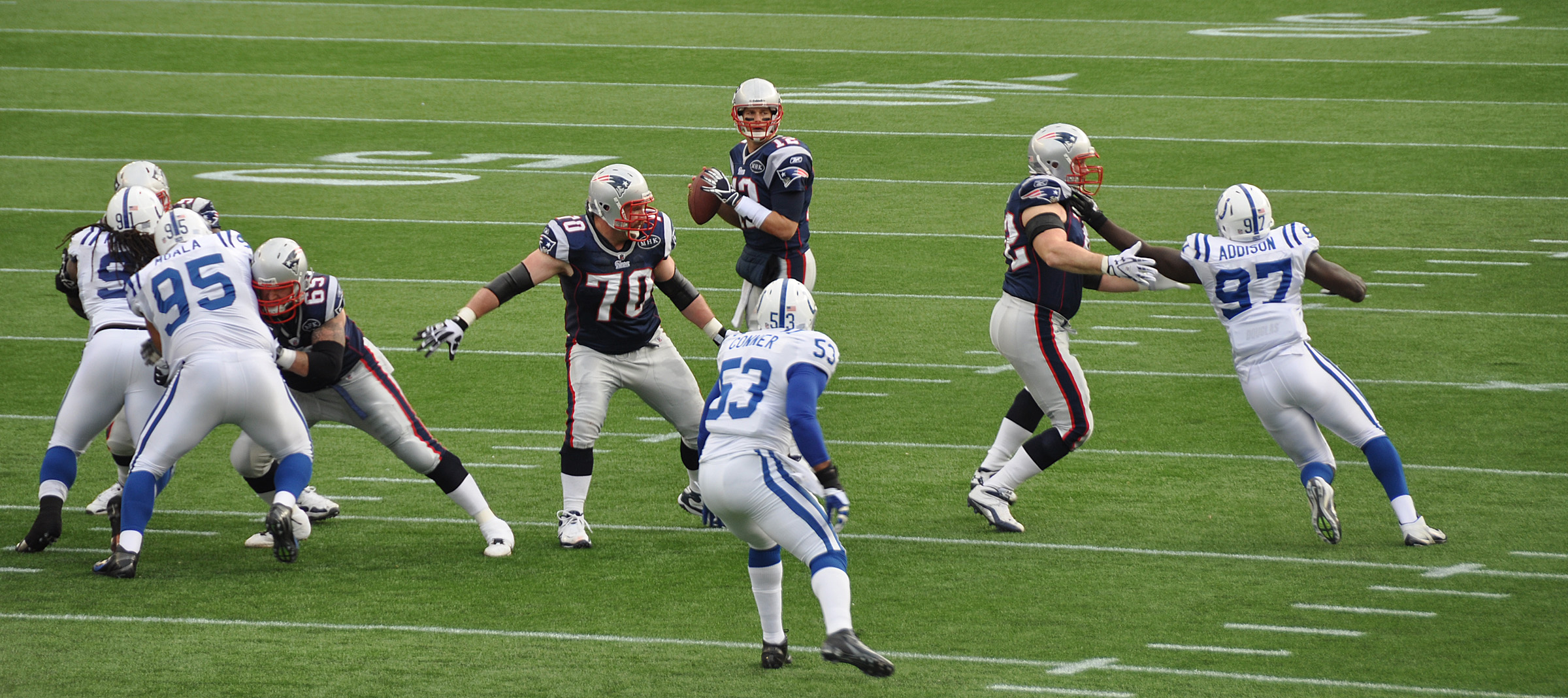
Tom Brady au milieu de sa poche chez les Patriots de la Nouvelle-Angleterre en 2011

La poche ou poche de protection est un terme utilisé au football américain pour décrire la zone créée par la ligne offensive qui forme un ou plusieurs murs de protection autour du quarterback dans le backfield lors d'une action de passe afin de le protéger. Cette poche de protection permet au quarterback d'avoir le temps nécessaire pour lancer le ballon à l'un de ses wide receivers. S'il est incapable de trouver un receveur, le quarterback peut sortir de sa poche à la course ou s'agenouiller pour protéger le ballon pour éviter le fumble.
Certains quarterbacks comme Tom Brady ou Brock Osweiler ont comme qualité première de distribuer le jeu depuis leur poche de protection, derrière ses joueurs de ligne.